# Otophryne steyermarki
Otophryne steyermarki es una especie  de anfibios de la familia Microhylidae. Se encuentra en Guayana Esequiba y en el sudeste de Venezuela entre los 1500 y los 2150 m s. n. m. Vive en hábitats de tepui montano cerca de arroyos. Es activa durante el día. Los renacuajos se desarrollan en pequeñas charcas junto a arroyos.